# Почётные граждане Ярославля
Почётный гражданин города Ярославля — почётное звание города Ярославля.

## История
Впервые звание «Почётный гражданин Ярославля» появилось ещё во времена Российской империи, но в 1917 году декретом советского правительства оно было упразднено.
В 1970-х годах награждение возобновлено.

## Описание
Согласно Решению Муниципалитета города Ярославля от 12 мая 2005 г. № 107 (редакция от 18 мая 2006) «О новой редакции положения о символах и наградах города Ярославля» право на ходатайство о присвоении звания принадлежит органам государственной власти, городского самоуправления, трудовым коллективам организаций, общественным объединениям. Звание присваивается по решению представительного органа местного самоуправления гражданам, как правило, жителям города Ярославля за выдающиеся заслуги в экономике, науке, культуре, искусстве, строительстве, воспитании, просвещении, охране здоровья, жизни и прав граждан, благотворительной деятельности и иные заслуги пред городом и его жителями. Лицам, удостоенным звания, присуждается Городская премия (на май 2010 года — 15 000 рублей), вручается грамота, удостоверение, лента и нагрудный знак, а также предоставляются социальные гарантии. Портреты и биографии лиц, удостоенных звания, заносятся в книгу «Почётные граждане города Ярославля», хранящуюся в помещении органа местного самоуправления.

## Награждённые до Октябрьской революции
До 1917 года 14 человек получили звание Почётных граждан Ярославля.
- Безак, Николай Александрович (1836—1897) — губернатор Ярославской губернии в 1878—1880 годах.
- Тихон (Беллавин) (1865—1925) — архиепископ Ярославский и Ростовский. Случай избрания епископа почётным гражданином города являлся чуть ли не единственным в истории Русской Церкви[2].
- Вахрамеев, Иван Александрович — городской голова в 1881—1887 и 1897—1905 годах.
- Друженкова, Анна Николаевна — благотворительница.
- Лопатина, Елена Александровна — благотворительница.
- Оловяннишникова, Евпраксия Георгиевна — благотворительница.
- Пастухов, Николай Петрович (1820—1909) — ярославский промышленник-меценат. Почётный гражданин Ярославля с 1904 года за строительство училища и амбулатории.
- Римская-Корсакова, Людмила Павловна — благотворительница.
- Татищев, Дмитрий Николаевич (1867—1919) — губернатор Ярославской губернии в 1909—1915 годах.
- Унковский, Иван Семёнович (1822—1886) — губернатор Ярославской губернии в 1861—1877 годах.

## Современные награждённые
1. Терешкова, Валентина Владимировна (род. 1937) — первая женщина-космонавт. Училась и работала в Ярославле. Почётный гражданин Ярославля с 20 сентября 1978 года за подвиг, прославивший город и особые заслуги в развитии Ярославля.
2. Гагин, Иван Алексеевич (псевдоним Меер; настоящие имя и отчество Александр Тихонович; 1897—1985) — полковник, участник Гражданской войны в России (во время Ярославского восстания был узником плавучей тюрьмы), начальник особого отдела 18-й Ярославской стрелковой дивизии (1923—1925), депутат Верховного Совета УзбССР. Автор документальной повести «В пороховом дыму»[3]. Почётный гражданин Ярославля с 11 августа 1982 года за выдающиеся заслуги в становлении и укреплении Советской власти в городе Ярославле и активную общественную деятельность как председателя городского Совета ветеранов партии, комсомола, войны и труда.
3. Дябин, Владимир Степанович (1922-2013) — военный. Почётный гражданин Ярославля с 24 мая 1995 года за многолетнюю исследовательскую и поисковую работу по восстановлению имён воинов, умерших от ран и болезней в период Великой Отечественной войны и захороненных на кладбищах города Ярославля, выполненную в инициативном порядке, организационную работу по реконструкции Воинского мемориального кладбища, подготовку к изданию книги «Вечная Память».
4. Горулёв, Владимир Фёдорович (1930—2010) — руководитель Заволжского района Ярославля, Ярославля (1974—1979) и Ярославской области (1985—1990). Почётный гражданин Ярославля с 24 мая 1995 года за большой вклад в развитие экономики, строительства и культуры города в 1950—1980-е годы.
5. Кириллов, Юрий Дмитриевич (1924—2000) — руководитель Ярославля (1959—1970). Почётный гражданин Ярославля с 14 мая 1997 года за большой вклад в развитие экономики, строительства и культуры города в 1950—1970 годы.
6. Новиков, Юрий Васильевич (1937—2024) — ректор Ярославской государственной медицинской академии. Почётный гражданин Ярославля с 26 мая 1999 года за большой вклад в области развития медицинского образования и здравоохранения в городе.
7. Волончунас, Виктор Владимирович (род. 1949) — глава города с 1989 года. Почётный гражданин Ярославля с 18 мая 2002 года за большой вклад в социально-экономическое развитие города.
8. Михей (Хархаров) (1921—2005) — архиепископ Ярославский и Ростовский (1993—2002). Почётный гражданин Ярославля с 7 мая 2003 года за большой вклад в возрождение исторического наследия города, духовное и нравственное воспитание его граждан.
9. Лисицын, Анатолий Иванович (род. 1947) — глава Ярославской области с 1991 года. Почётный гражданин Ярославля с 18 мая 2006 года за большой вклад в социально-экономическое развитие, создание благоприятного инвестиционного климата и туристической привлекательности, возрождение историко-культурного наследия города.
10. Тырышкин, Виктор Иванович (род. 1953) — меценат. Почётный гражданин Ярославля с 7 мая 2009 года за большой вклад в возрождение историко-культурного наследия Ярославля.
11. Галагаев, Владимир Иванович (род. 1939) — председатель постоянной комиссии по экономической политике Ярославской областной думы, заместитель председателя Экономического совета Ярославской области. Почётный гражданин Ярославля с 8 июля 2010 года за выдающийся вклад в развитие экономики Ярославля, благотворительную деятельность.
12. Орлов, Вадим Юрьевич (1939—2016) — председатель совета директоров ОАО «Ярославский технический углерод». Почётный гражданин Ярославля с 8 июля 2010 года за выдающийся вклад в развитие экономики и промышленности Ярославля, благотворительную деятельность.
13. Долецкий, Виталий Алексеевич (1929—2020) — главный специалист по программам развития отдела развития ОАО «Автодизель» (Ярославский моторный завод), его генеральный директор в 1982—1997 годах, профессор кафедры двигателей внутреннего сгорания Ярославского государственного технического университета, Заслуженный машиностроитель РСФСР. Почётный гражданин Ярославля с 4 мая 2011 года за выдающийся вклад в социально-экономическое развитие Ярославля.
14. Бестаев Роберт Иванович (род. 1941) —  Бывший генеральный директор ЗАО «Межавтотранс». Почётный гражданин Ярославля с 2021 года за активную благотворительную и общественную деятельность, значительный личный вклад в развитие отрасли автомобильного транспорта Ярославля.[4]
15. Ковалёв Владимир Андреевич (1934—2023) — член Общественной палаты Ярославской области, доктор технических наук, академик Российского отделения Международной академии «Контенант». Почётный гражданин Ярославля с 25 мая 2014 года за выдающийся вклад в социально-экономическое развитие города Ярославля, активную благотворительную деятельность[5].
16. Голов Владимир Николаевич (род. 1937) — председатель правления некоммерческой организации «Городской фонд содействия развитию Ярославля». Почётный гражданин Ярославля с 28 мая 2016 года за выдающиеся заслуги в социально-экономическом развитии города и активную общественную деятельность по формированию положительного имиджа Ярославля.
17. Каменецкий Александр Феофанович (1926—2023) — участник Великой Отечественной войны, Почётный гражданин Ярославской области (2018), Заслуженный работник здравоохранения Российской Федерации (2002). Почётный гражданин Ярославля с 8 июля 2020 года за выдающиеся заслуги в развитии ветеранского движения и значительный вклад в патриотическое и нравственное воспитание молодежи в городе Ярославле
18. Извеков Владимир Георгиевич (1935—2021) — член общественной палаты Ярославской области, Заслуженный работник культуры РФ, в прошлом — начальник Управления культуры облисполкома, с 1998 по 2011 — директор Музея истории города Ярославля. Почётный гражданин Ярославля с 3 мая 2017 года за выдающийся вклад в сохранение и развитие духовных и культурных традиций города Ярославля, активную общественную деятельность по сохранению историко-культурного наследия.
19. Ахунов Турсун Абдалимович (1935—2021) — генеральный директор Ярославского электромашиностроительного завода, Заслуженный машиностроитель Российской Федерации. Почётный гражданин Ярославля с 16 мая 2018 года за выдающиеся заслуги в социально-экономическом развитии города Ярославля[6].